# Saturnino (usurpatore romano)
Saturnino (latino: Saturninus; fl. 253-268) è stato un usurpatore romano, probabilmente inventato dall'autore della Historia Augusta, contro Gallieno (253-268).
Secondo la Historia che lo elenca tra i Trenta Tiranni, Saturnino fu uno dei migliori generali della sua epoca, scelto dall'imperatore Valeriano e che servì sotto Gallieno. La fonte, palesemente anti-Gallieno, afferma che accettò dai propri soldati l'elevazione ad imperatore disgustato dal comportamento dell'Imperatore. Fu successivamente ucciso dai soldati perché imponeva una disciplina troppo rigida.
Questo usurpatore, di cui non si sa né l'anno né il luogo di ribellione, è considerato privo di basi storiche.